# Die Bratküche zur Königin Pedauque
Die Bratküche zur Königin Pedauque oder auch Die Bratküche der Königin Gänsefuß (französisch La Rôtisserie de la reine Pédauque) ist ein 1892 erschienener historischer Roman des französischen Autors Anatole France. Der Roman gibt vor, ein „Leben und Meinungen des Herrn Abbé Hieronymus Coignard“ betiteltes Manuskript aus dem 18. Jahrhundert zu sein, in dem Jacques Menetrier, Sohn des Betreibers der Bratküche zur Königin Pedauque in Paris, die Abenteuer berichtet, die er mit seinem verehrten Lehrer, dem Abbé Coignard, durchlebt hat. 

## Handlung
Das Leben des jungen Jacques, der in der väterlichen Garküche den Bratspieß dreht und dessen Bildung einem unwissenden und abergläubischen Kapuziner anvertraut ist, nimmt eine entscheidende Wendung, als eines Tages Jérôme Coignard, ein Abbé, dem seine Liebe zum Wein und den Frauen eine vielversprechende Karriere vereitelt hatte, die Gaststätte gerade betritt, als der Kapuziner wegen einer Rauferei verhaftet wurde. Fortan ist Coignard für die Erziehung des Knaben zuständig und wird als Gegenleistung von Jacques’ Eltern verköstigt.
Jacques, der von seinem Lehrer „Tournebroche“ (Bratspießdreher) genannt wird, ist zu einem humanistisch gebildeten Jüngling gereift, als ihm und Coignard ein Herr von Astarac, der sich mit Alchemie und Magie beschäftigt, begegnet. Auch wenn der rationalistische Coignard von diesen Betätigungen wenig hält, nimmt er das Angebot an, mit Jacques in Astaracs Schloss zu ziehen, denn die Arbeit an der Übersetzung eines Textes von Zosimos aus Panopolis gibt ihm Gelegenheit, in der vortrefflich ausgestatteten Bibliothek seines neuen Gönners der dritten Liebe seines Lebens, der zu den Büchern, zu frönen.
Bald versucht der Herr von Astarac, Jacques dazu zu überreden, intime Beziehungen mit Salamanderweibchen einzugehen; diesen jedoch zieht es weitaus mehr zu irdischen Frauen hin, und so beginnt er eine Affäre mit Jahel, die mit ihrem Onkel, dem alten Juden Mosaïdes, zurückgezogen in einem Gartenhaus des Schlossparks lebt. Mosaïdes wird von Astarac als Kabbalist verehrt, ist jedoch in Wirklichkeit ein gewalttätiger Charakter, der aus Eifersucht die Muhme von Jahel ermordet hat.
Die Idylle nimmt ein jähes Ende, als Jacques und der Abbé bei einem nächtlichen Ausflug den jungen adligen Herrn von Anquetil kennenlernen und zusammen mit ihm in ein Handgemenge geraten, das zur Folge hat, dass die drei vor der Polizei fliehen müssen. Zunächst verbergen sie sich in Astaracs Schloss. Jahel wendet ihre Gunst nun Anquetil zu und schließt sich ihnen an, als sie mit einer Kutsche Paris verlassen. Auf dem Weg nach Lyon haben sie bald den Eindruck, dass man sie verfolgt; und tatsächlich haben sich Astarac und Mosaïdes auf ihre Fährte gesetzt. Zwischen Tournus und Mâcon verunglückt die Kutsche auf der Straße, die am Ufer der Saône entlangführt. Coignard wird im Dunkel mit einer Stichwaffe schwer verletzt; während der bald danach eintreffende Astarac diese Tat dem Wirken der Sylphen zuschreibt, die sich an Coignard für den Verrat ihrer Geheimnisse gerächt hätten, sind alle anderen überzeugt, dass Mosaïdes diese Tat begangen habe, weil er den Abbé irrtümlich für den Liebhaber seiner Nichte gehalten hat.
Coignard wird in ein nahegelegenes Dorf gebracht und stirbt einige Tage später, wobei er bis zuletzt seine philosophische Gelassenheit bewahrt. Jacques kehrt nach Paris zurück, wo er bald darauf eine Buchhandlung übernimmt.

## Stellung in der Literaturgeschichte
Anatole France verwendet Elemente sowohl der philosophischen wie auch der pikaresken Romane des 18. Jahrhunderts und lässt insbesondere in der sprachlichen Gestaltung dieses Zeitalter wiederaufleben. Der Kontrast zwischen der Esoterik von Astarac und dem Skeptizismus von Coignard ist jedoch nicht alleine auf jene historische Epoche beschränkt, sondern spiegelt auch zeitgenössische Tendenzen wider, z. B. den Symbolismus eines Stéphane Mallarmé, für den France nicht allzu viel Verständnis aufbrachte.
Der Roman gehört bis heute zu den populärsten Werken des Autors und gilt als „eines der heitersten Bücher der französischen Literatur“. Der Erfolg, den France mit seiner Figur des Abbé Coignard hatte, veranlasste ihn, sie in satirischen Artikeln zu verwenden, die im selben Jahr unter dem Titel Les opinions de Jérôme Coignard in Buchform erschienen (deutscher Titel Nützliche und erbauliche Meinungen des Herrn Abbé Jérôme Coignard).

## Ausgaben
- La Rôtisserie de la reine Pédauque. Paris 1893
- Opinions de M. Jérôme Coignard, recueillies par Jacques Tournebroche. Paris 1893

deutsch
- Die Bratküche zur Königin Gänsefuß. Übersetzt von Paul Wiegler. Piper, München 1907
- Nützliche und erbauliche Meinungen des Herrn Abbé Jérôme Coignard, gesammelt von seinem Schüler Jacques Tournebroche. Übersetzt von Friedrich v. Oppeln-Bronikowski. 2. Auflage. Georg Müller, München 1912
- Die Bratküche zur Königin Pedauque. Übersetzt von Paul Wiegler. Rowohlt, Hamburg 1952; Goldmann, München 1967; Piper, München/Zürich 1987, ISBN 3-492-10729-X
- Die Bratküche zur Königin Pédauque / Die Meinungen des Herrn Jérôme Coignard. Übersetzt von Heide Kirmsse. Aufbau-Verlag, Berlin/Weimar 1982

## Verfilmung
- La Rôtisserie de la reine Pédauque. Fernsehfilm von Jean-Paul Carrère, 1975[3]